# Ommatius argyrochirus
Ommatius argyrochirus är en tvåvingeart som beskrevs av Wulp 1872. Ommatius argyrochirus ingår i släktet Ommatius och familjen rovflugor. Inga underarter finns listade i Catalogue of Life.